# ニコラス・マドゥロ
- ニコラス・マドゥーロ

ニコラス・マドゥロ・モロス（スペイン語: Nicolás Maduro Moros, 1962年11月23日 - ）は、ベネズエラの政治家。2013年から同国大統領（第54代）、副大統領（第22代）、ベネズエラ統一社会党党首（第2代）。姓の表記はマドゥーロとも。
ウゴ・チャベス政権下の閣僚として頭角を現し、「チャベス側近の中で最も有能な行政官」と評された。2013年のチャベス死去後に暫定大統領へ就任し、同年4月14日の大統領選挙にチャベス政権の継承を掲げて正式に後任の大統領に選出された。以降、2期目と3期目の大統領選挙にも勝利したと主張して権力を握り続けているが、いずれも選挙に不正があったとして国内外から反発を招いており、野党候補も勝利を宣言しているほか、欧米諸国からも選挙結果は認められていない。

## 来歴

### 生い立ち
1962年11月23日、ニコラス・マドゥーロ・ガルシアの長男としてベネズエラ連邦の首都カラカスの労働者街に生まれ、ニコラス・マドゥーロ・モロス（Nicolás Maduro Moros）と名付けられた。マドゥーロ家は労働者階級であり、自身が16歳の時に事故死した父ガルシアは左派政党「人民投票運動」を支持する労働組合の指導者であった。民族的にはメスティーソ（白人と先住民の混血）でユダヤ系ベネズエラ人の家系であった。母テレサ・モロスはベネズエラとコロンビアの国境都市ククタの出身で、コロンビア国籍を取得していた事から母方を通じてコロンビア系の血も引いている。宗教的にはコンベルソとしてカトリックに属しているが、自身はヒンドゥー教の宗教家サティヤ・サイ・ババの思想に影響を受けてインドに赴いた経験があり、キリスト教徒ながら輪廻転生も信じているという。身体面ではベネズエラ人の平均身長を大きく超える190cmの高身長で知られている。
カラカス市内にあるリセオ・ホセ・アバロス公立高等学校に進むと、学生団体の書記長を努めるなど父譲りのオーガナイザーとしての素質を見せた。1979年、左派テログループによる米国人誘拐事件（後に解放）に関与した疑いで捜査を受けている。後に公立学校を退校してカラカス地下鉄が運営するメトロバスの職員として勤務しつつ、労働組合運動に関わった。1983年、大統領選出馬で左派系候補であるホセ・ビセンテ・ランヘル陣営の選挙ボランティアに参加した。
1986年、24歳の時にキューバ共和国の首都ハバナに渡航し、キューバ共産党の政治局員ペドロ・ミレット・プリエトの知遇を得た。ユニオ・アントニオ・メッラ国立学校に1年間在学して、プリエトの指導で共産主義理論を学んだ。帰国後もキューバの諜報機関である内務省情報局（G2）の支援を受け、右派政党が主導する現政府に不信感を覚えていたベネズエラ軍のウゴ・チャベス陸軍中佐に助力した。チャベスが陸軍内に設立したボリバル主義の秘密結社「 革命的ボリバリアーノ運動200」（MBR-200）にも入党している。

### チャベスの腹心として
1980年代のベネズエラは原油に依存した経済構造から巨額の負債を抱えており、国際通貨基金（IMF）の指導によって新自由主義的な企業中心の経済政策が推進されたこで貧富の格差が拡大、経済犯罪も多発していた。MBR-200は南米の自主独立を目指した英雄シモン・ボリバルの生誕200周年に結成され、産業国有化やアメリカ合衆国（米国）の影響力排除を掲げて軍や労働者に支持を広げた。勢力拡大の過程でキューバや労働組合との協力関係を生かして資金や人員を集め、マドゥーロは陸軍出身のチャベスを軍外から補佐する腹心と目される様になった。
1989年、治安と経済格差の悪化に歯止めが掛からない中、首都カラカスで発生した大暴動に対して政府軍が700名以上の国民を殺害する凄惨な事件が起こった（カラカソ）。ベネズエラ民主行動党から選出されていたカルロス・アンドレス・ペレス政権に国際的非難が集まり、軍の中でも不服従が広がり始めた。1992年、軍の青年将校を率いるチャベスの決起（1992年ベネズエラ軍事クーデター）が失敗に終わった際、反乱軍指揮官であるチャベスの解放を求めて反政府運動を継続した。1993年、ペレス政権は不正蓄財の容疑で退陣した。
1994年、収監されていたチャベスが釈放されるとMBR-200の再編成に取り組み、1997年にMBR-200を前身とする議会政党「第五共和国運動」（MVR）の結成に参加した。1998年、大統領選挙でのチャベス陣営勝利に尽力し、自らも同年に行われた下院選挙に出馬して当選を果たした。議会内ではまだ第五共和国運動の議員は少数与党に留まっており、新憲法制定によって制憲議会を召集することで権力を掌握する自己クーデターが計画された。
1999年、チャベスはボリバル主義に基づいた新憲法（ボリーバル憲法）の制憲議会を召集すると宣言、政府から議員の一人に指名された。制憲議会ではチャベス派の「愛国者の極」（Polo Patriótico）に所属して新憲法制定に賛成した。新憲法は国民投票でも賛成多数を得て正式に発効され、ベネズエラ・ボリバル共和国が成立した。議会制度については上院・下院から国民議会の一院制に改められた。
2000年、第1回国民議会選挙に第五共和国運動から出馬してカラカス首都選挙区で当選、2005年からは国民議会議長も兼任した。

#### 外務大臣
2006年、総選挙で第五共和国運動を母体としたベネズエラ統一社会党（PSUV）の結成に参加、同党から立候補して国民議会議員に再選された。同年8月9日、チャベス政権からロドリゲス・アラケの後任として外務大臣に起用され、初入閣した。任期中にはチャベス政権の反米主義外交に従い、カダフィ政権下のリビアを支援する外交政策を採った。語学が不得手ではあったものの、諜報機関時代の経験を生かしてシリアやイランなどでの外交工作に従事していたとされている。
2008年、隣国コロンビアとの間にはアンデス危機が勃発して一時は国交が断絶する状態となったが、関係修復に注力して2010年8月に国交を回復した。

#### 副大統領
2012年10月13日、大統領選挙に勝利して4選したチャベスからエリアス・ハウアの後任として副大統領に任命された。同年12月8日、チャベス大統領は国民に向けて自身のガンが再発した事を声明し、手術と治療のため医療の進んだ同盟国キューバへ向かうと発表した。同時にチャベスは自分の容態が悪化して代わりとなる大統領を選ぶ選挙が行われる場合は「ベネズエラ人はマドゥーロに投票すべきだ」と述べている。チャベスが後継者について、また自らの余命について言及したのはこの声明が初めてだった
チャベスがマドゥーロを後継者とすることを明らかにしたことで、それまで有力な後継者候補と目されていたディオスダド・カベリョ統一社会党副書記長は大統領候補から外れた。マドゥーロはチャベスの模倣者と批判される一方、汚職疑惑のあるカベリョよりもボリバル主義に忠実な人物と評価されている。チャベスも「私が明らかに確信している、絶対的かつ不可逆的な事はマドゥーロが次の大統領に選ばれるだろうという事だ…もし私が職務を遂行できなくなったとしても、彼なら継続できる」と評している。失脚の可能が生じたカベリョは「ただちにチャベスとマドゥーロに忠誠を誓った」という。
2013年3月5日、副大統領としてチャベスが58歳で病死した事を発表すると共に、暫定政権の樹立を宣言する演説を行った。
選挙直後で任期を5年以上残していたとはいえ、憲法の規定により暫定政府は前大統領が死去してから30日以内に大統領選挙を行う必要があった。野党側は前年の大統領選でチャベスに僅差で敗れた正義第一党の党首エンリケ・カプリレス・ラドンスキーを再擁立した。これを受けて自身も統一社会党から大統領選に出馬を表明した。野党陣営からは副大統領を辞任せずに大統領選に出馬するのはベネズエラ憲法229条、231条、233条に違反する行為だとの批判が行われた。

### 共和国大統領

#### 一期目
大統領選挙はチャベス死後の争いという事から両陣営のネガティブキャンペーンは加熱し、私生活の話題にまで及んだ。演説でラドンスキーがマドゥーロを「悪魔」「嘘吐き」と攻撃すると、マドゥーロもラドンスキーを「ブルジョワ」「貴族」と罵倒した。2013年4月14日、50.6%の得票を得てラドンスキーを破り、名実共にチャベスの後継者として19日に第54代共和国大統領へ就任した。2年連続で統一社会党に敗北したラドンスキーは前回より僅差であった事もあり、「選挙に不正があった」と主張して再集計を求めるデモを実施した。元より野党連合は選挙委員会の協定文に署名を拒否しており、最初から反政府デモを起こす予定であったともされている。中央選管は票の再集計を行い、同年8月7日に不正投票はなかったと結論された。
政権では副大統領にチャベスの娘婿であるホルヘ・アレアサ元科学技術大臣を任命した事を皮切りに、福祉国家、警察国家（軍・警察の重視）、非米主義外交（反米・親露・親中）などチャベス体制の継承を前面に押し出した政務を行った。福祉の充実化を図って幸福省を新設し、キューバとの同盟関係もチャベス時代以上に強化して医療だけではなく国軍や治安部隊にも顧問団を受け入れている。チャベスに忠実な反面、自身の独自性やカリスマ性に欠けると評されている点を補うべくチャベスの顕彰・神格化を進めている。議会では野党連合に対してより攻撃的に接し、野党の影響力排除を目指している。一方、チャベス政権末期から原油価格の下落や国有化政策による大企業との対立によってベネズエラ経済はインフレ化と景気後退が起きていた。原油に依存した経済からの転換も進んでいなかったが、この点についてもチャベス時代を踏襲して方針を修正しなかった。
2014年、原油価格の続落で経済は危機的な水準となり、ハイパーインフレーションが進展した。周辺国からの輸入物資が滞った事もあり、重視していた福祉政策も医療機能の麻痺などが生じるようになった。
2015年9月、中国人民抗日戦争・世界反ファシズム戦争勝利70周年記念式典に出席し、天安門広場で行進するベネズエラ軍を閲兵した。抗議デモの際に大量に投入されている中国軍の装甲車VN-4の導入など両国は関係を深めており、最大の援助国かつ債権国でもあり、中国との同盟関係から出席したと見られている。ロシアからも債務免除を受けるなど同盟深化が図られ、窮地に立たされる中でチャベス時代から親密だったイラン、シリアなどアジア・中東の反米主義政権とより結び付きを深めている。

##### 独裁色を増す
マドゥロ政権が独裁色を強めるきっかけとなったのは、2015年ベネズエラ国民議会選挙（12月）である。この選挙の結果、反マドゥロ政権の野党が三分の二（167議席中112議席）を占めたことで以降国民議会を使った立法行為が不可能となったマドゥロ政権は、自身の影響下にある最高裁判所を使って国民議会の立法権を制限する様々な手段を打つようになった。例えば国民議会が可決させた法律を大統領が「違憲判断のため」として最高裁に送り、最高裁に違憲判断を出させて立法を無効化する方法である。2016年1月から4月に国民議会が可決させた5つの法案は全て最高裁に送られ、そのうち4つが「違憲」として無効化されている。また最高裁はアマソナス州選出の3人の野党議員に「不正選挙があった」として公務就任権を認めず、2016年7月にこの3人が国民議会で宣誓すると最高裁は「最高裁の決定を尊重しない限り国民議会は法的有効性をもたない」と宣言。以降マドゥロ政権はこの「3人問題」を理由に国民議会を無視して最高裁に立法権を代行させるようになった。予算案も国民議会ではなく最高裁に提出して承認させている。
2016年4月、国民議会は大統領罷免の前提条件となる国民投票の実施を議決したが、軍・警察と共に統一社会党を支持する司法組織は「手続きの不備」を理由に却下した。同月23日、南米諸国連合議長に就任し、9月17日にはイランの大統領ハサン・ロウハーニー大統領から非同盟運動の議長職を引き継いだ。
2016年12月、中国企業のZTEと共同開発した国民監視用ICカード「祖国カード」を発表した。
2017年3月29日には最高裁が「3人問題」を理由に国民議会の立法権をはく奪し、最高裁が立法権を引き継ぐことを決議し、国内の反政府運動が激化した。国際社会からも強い批判を受けたため、マドゥロの要請で撤回された。しかし憲法秩序を重んじない政府と最高裁に対する国民の怒りは収まらず、2017年4月から反政府デモが激化した。

##### 制憲議会体制

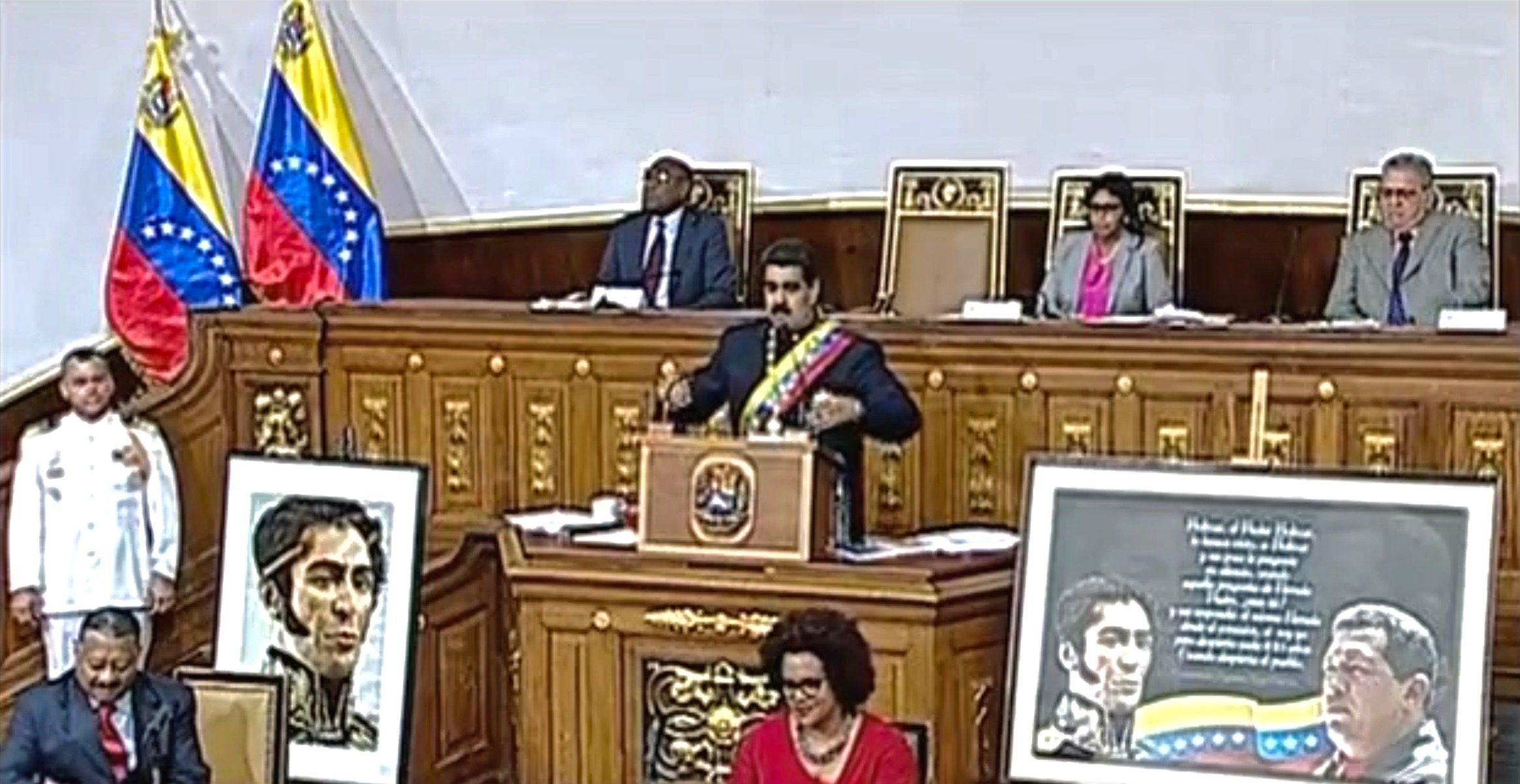
2017年8月14日、与党が全議席を独占する制憲議会で演説するマドゥロ

同年5月6日、マドゥロは野党連合民主統一会議の早期再選挙の要求を却下し、代わりに憲法の修正による改革を提案した。チャベス時代からの体制が危機に晒される中、かつてのチャベスと同じくマドゥーロも新憲法制定による自己クーデターを目指しているものと看做されている。民主統一会議は提案を拒否したが、マドゥーロは制憲議会の召集を強行した。
しかし制憲プロセスが憲法違反である疑いがある上、制憲議会選挙が「一人一票の原則」を無視し、通常の1票に加えてマドゥロが指名した労組や学生組織など7つの社会セクターに所属する者に2票を与えるという前例のない与党有利の選挙制度になっていたことから野党に強い反発を巻き起こした。このような選挙に立候補することは恣意的な選挙制度を有効と認めることになるため、全野党が立候補せず、選挙をボイコットした。
選挙と平行して政府支持派・反対派の衝突や国軍・警察の治安作戦が展開されて市街地は騒乱状態となった。最終的に同日深夜の開票を持って制憲議会の全議席を与党が独占することが決まるとマドゥロは勝利宣言を行ったが、非民主的な手法に国内外から激しい批判を巻き起こした。
2017年8月に政権支持派の政党連合「シモン・ボリバル 偉大なる愛国者の極」が全議席を占める制憲議会が発足した。制憲議会の権限で国民議会の立法権を正式に停止し、反政府的な野党指導者や検察庁長官を拘束している他、政権批判を行う新聞局やテレビ局の閉鎖を行い 国内に戒厳状態を布いた。チャベスですら成し得なかった革命による議会制民主主義の廃止に成功し、ベネズエラ統一社会党による一党独裁体制が確立した。
2017年9月16日、「アメリカ帝国主義制度を除去する」としてアメリカ合衆国ドルから中国の人民元に原油価格表示を切り替えた。以前から敵対していたアメリカの制裁圧力がクーデター後に強まったことから反米主義（左派ナショナリズム）及び中国・ロシアとの同盟に傾斜しており、アジアインフラ投資銀行（AIIB）にもベネズエラを加盟させた。9月17日、国連総会の一般演説の中でアメリカ合衆国大統領ドナルド・トランプが「貧困を生み出す誤った主義主張を押しつけている」と批判すると、マドゥロ側もトランプ大統領をアドルフ・ヒトラーに例えて反論を行っている。
12月11日、前日に行われた地方選挙でも反政府政党のボイコットが行われた事を理由に、主要な反政府指導者に立候補を認めない決定を下した。経済混乱は一層に悪化を続けており、同年12月3日に経済制裁の影響を回避することを目的に独自の仮想通貨（暗号通貨）「ペトロ」を導入することを発表した、1億単位のペトロの発行を命じた。同通貨は石油（ベネズエラの原油確認埋蔵量は世界1位 である）・天然ガス・金などの資源で裏付けられているが、「国家が発行する暗号通貨」として世界初の試みとなる。しかしこの仮想通貨は利用が伸び悩み、6年後の2024年1月15日に廃止され失敗に終わった。
2018年1月24日、制憲議会において大統領選挙の早期選挙実施と自身の立候補を声明した。同年2月2日、統一社会党党大会でマドゥーロを党の大統領候補とする決議が行われた。
同年5月17日、同じ反米主義・独裁体制を取る北朝鮮とアメリカが直接対話（米朝首脳会談）に向けた交渉を行っているトランプ大統領を「非常に建設的」「世界には寛容さが必要」と高く評価し、「我々は核兵器を持っていない」とした上でベネズエラにも対話の準備があると呼び掛けた。これに先立つ形でトランプ大統領が愛用するツイッターで「今こそ（トランプ政権は）他国への内政不干渉の公約を守るべきだ」と投稿したこともある。
2018年5月21日の大統領選挙は、事前に有力な野党政治家の選挙権がはく奪され、それに反発した主要野党がボイコットしている状況下で行われた。マドゥロは国民の投票を監視し、自分に投票しない国民の食糧配給を止めるなどなりふり構わない選挙戦を行った。結果、統一社会党から民主統一会議に転じた改革党党首エンリ・ファルコン、無所属で出馬したキリスト教牧師のハビエル・バルトッチらを大差で破り、大統領に再選された。この選挙は事前に政権側による選挙管理委員会の掌握や、有力候補を投獄などの操作があったとして、アメリカ合衆国や欧州連合（EU）、日本などは結果を承認しなかった。民主統一会議は主要指導者の拘束に加え、内部対立から野党統一候補を立てられないなど以前より勢力を後退させている。
再選後、制憲議会議長であるイザヤ・ロドリゲスを副大統領に抜擢し、また党の実務を纏めてきたディオスダド・カベリョを後任の制憲議会議長に任命した。政権内でも自身に近い人物で要職を固め、独裁制の確立に本腰を入れ始めたとされている。
同年8月4日、カラカスで挙行されたベネズエラ国家警備隊の創立記念式典で演説をしている最中、会場の上空に接近していた2機のDJI M600のドローンが爆発して、式典に参加していた兵士7名が負傷した。中継映像では爆発音が記録されており、怯えた様子で屈み込むシリア・フロレス大統領夫人や、隊列を崩す兵士が報道されている。マドゥーロを横から撮影していた別の中継映像では爆発音が起きた際、驚いた表情で上空を見ながらもそのままマドゥーロは演台に留まっており、護衛の兵士達が周囲を囲んで防護する間にも演説を続けようとしていたが、やがて側近らに促されて演台を降りている。事件の後、「Tシャツの兵士たち国民運動」と名乗る集団が、「プラスチック爆弾を搭載した2機のドローンで大統領を狙ったが、目標到着前に撃ち落とされた」とする犯行声明を発表した。なお、これはドローンによる国家指導者に対する初のテロとされる。
同年8月21日、ハイパーインフレによって殆ど無価値になっていた実通貨のボリバル・フエルテにデノミネーション（制憲議会と同じくチャベス時代から数えて2回目）を行い、新通貨ボリバル・ソベラノを発行した。今後は新しい実通ソベラノと仮想通貨ペドロで経済システムを構築するとしているが、長引く経済混乱の収拾は進んでいない。国債の部分的デフォルトに陥り、日用品はおろか食料や水など基本的な物資も不足している。これまでの政治的亡命とは異なり経済難民が周辺国に溢れ出しており、近隣のコロンビア、ブラジル、ペルー、エクアドルなどで社会問題となっている。
同年9月21日、訪中から帰国したマドゥロがツイッターで発表した中国人民解放軍海軍の艦艇によるベネズエラへの初寄港が行われ、同年8月にコロンビアにアメリカ海軍のコンフォートが寄港したことに対抗したとされる。同年12月にはロシア連邦軍の長距離爆撃機がベネズエラに到着して演習を行った。

#### 「ニ期目」と暫定大統領との並立
2019年1月10日、マドゥロは二期目の大統領就任を発表した。しかし先の選挙の不当性を訴える野党指導者で国会議長のフアン・グアイドが暫定大統領就任と大統領選挙やり直しを宣言した。グアイドの宣言はマドゥロ政権寄りの最高裁判所によって却下されたが、米国のトランプ大統領は「マドゥロの政権は正統ではない。ベネズエラにおいて唯一正統なのは国会である」としてグアイドの暫定大統領就任をただちに承認した。これに対抗して1月24日にマドゥロは米国と断交することを発表したが、米国政府は「グアイド政権を通じてベネズエラとの外交関係を維持する」としている。その後アメリカに続く形で西側諸国が続々とグアイド暫定大統領就任を支持表明した。ドナルド・トゥスク欧州理事会議長も支持する動きを見せ、2月4日には欧州19ヶ国がグアイドの承認を行っている。2月末までには50か国以上がグアイドを承認した。一方でロシア、中国、北朝鮮、イラン、キューバ、トルコ、シリア、パレスチナ、ボリビアなどはマドゥロを支持しており、これらの国々の国連大使によってマドゥロ支持で共同行動するグループが結成され、国際連合安全保障理事会ではロシアと中国は欧米の提出した対ベネズエラ決議案に対して拒否権を行使した。
対米断交によって米ドルに換金することができなくなったため、中央銀行に保管する金をユーロに換金している。マドゥロは教皇フランシスコに反政府派との仲介を求める書簡を送るなどの動きも見せている。
グアイドはベネズエラ難民が多数避難している隣国コロンビアに米国の支援物資集積施設を設置し、支援物資をベネズエラ国内に運び込もうとしたが、マドゥロは「ベネズエラに人道危機など存在しない。米国が援助を利用してクーデタを起こさせようとしている」と主張し、支援物資の受け取りを拒絶。2月23日に支援物資を積んだトラックがコロンビアからベネズエラへ入ろうとしたが、マドゥロ支配下のベネズエラ治安部隊と衝突して多数の死傷者を出した。さらに同日「グアイドと共謀するドゥケ大統領が軍事侵攻を企んでいる」としてコロンビアとの断交を宣言した。
マドゥロは出国禁止命令を無視する形で出国したグアイドを帰国次第処罰するとしていたが、3月4日のグアイド帰国の際、グアイドの身柄拘束を阻止するためにドイツをはじめとする欧州諸国の外交官が空港まで出迎えにきたため、国際的批判の高まりを恐れてその日の身柄拘束は見送った。しかし3月6日にマドゥロはグアイドの出迎えたドイツ大使ダニエル・クライナーを「野党の過激主義者と共謀した」として「ペルソナ・ノン・グラータ」に指名し、ベネズエラから追放すると宣言した。この決定についてドイツ政府は「理解できない決定だ」「欧州のグアイド氏支持はゆるぎない」として「マドゥロ氏を標的とした制裁に賛成する」と表明した。米国政府はマドゥロ政権高官と家族のビザを取り消すとともに外国の金融機関でマドゥロ政権に利益を与えるような取引に関与した者は制裁に直面するとの見解を表明した。
その後もベネズエラ国内の混乱は収まらず、3月17日には自政府の全閣僚に対して辞任するよう要請した。これは、政権を立て直し国家統治を強化する目的があった。
2022年12月30日に野党はフアン・グアイドを暫定大統領から解任し、暫定政府は解散した。アメリカは2023年1月3日の記者会見でマドゥロを大統領として認めず、制裁を継続する立場を改めて表明した。
2024年7月28日の大統領選挙には3選を目指して出馬したが、事前の世論調査では野党統一候補のエドムンド・ゴンサレスに常にリードされている状況だった。しかしマドゥロの側近がトップを務める選挙管理委員会は開票率80％時点でマドゥロが得票率51.2％、ゴンサレスが44.02％でマドゥロが当選したと発表した。野党は票集計に大規模不正があったと指摘し争う方針を表明し、アメリカ合衆国のアントニー・ブリンケン国務長官が選挙結果に懸念を示した一方、マドゥロと親密なキューバは選挙結果を歓迎した。
7月31日、ペルー政府はゴンサレスを次期大統領と認めたため、憤怒したマドゥロはペルーとの外交関係を断交した。断交の理由として、ベネズエラのイバン・ヒル外相は公式Xで、「ペルーの外相がベネズエラ国民の意思とわが国の憲法を無視し、無責任な表明をしたことを受け、断行せざるを得なかった」と語った。またパラグアイもゴンサレスの当選を認めたため、ベネズエラは2025年1月6日にパラグアイとの国交断絶を宣言した。

#### 「三期目」
2025年1月10日に3期目の就任式を強行し、欧米諸国は軒並み経済制裁を課すことを発表した。就任演説でマドゥロは米国だけでなく、アルゼンチンの大統領ハビエル・ミレイを非難した。米国は2020年にマドゥロをマネーロンダリングなどで立件しており、2025年1月10日、逮捕につながる情報提供者への懸賞金を引き上げるとともに、複数の政権幹部を制裁対象に加えた。

## 中国との関係
中華人民共和国（中国）はマドゥロ政権下に起きたベネズエラの政治的・経済的混乱に最も動揺した国の一つだと言われている。欧米が支持するグアイドによる対抗的な大統領宣言ののち、中国外交部報道官の華春瑩はベネズエラへの内政干渉に反対し、マドゥロ支持の姿勢を明確にした。中国はベネズエラの最大の債権国であり、中国＝南米金融データベース（外部サイト）によれば、 その規模は過去10年間で約6200億ドルにも上り、これは北京がラテンアメリカ全土に貸し付けた金額の40％に相当する。その大部分は石油によって支払われているものの、未だに総額のおよそ三分の一にあたる2000億ドルの返済が待たれている。
チャベス元大統領時代、中国とベネズエラの関係は石油を媒介として相互補完関係 だったものの、チャベスの死と石油価格の暴落によってベネズエラの信用は失われた。2016年には、石油関連事業に22億ドルの大規模な融資が1件だけ行われたものの、 2017年は投資の持続可能性とマドゥーロ執行部の債務返済能力に対する中国の懸念から投資は控えられた。2018年9月にマドゥロは資金調達のため北京を訪れるも、目に見える成果は得られず、冷たいレセプションを受けた。また、2019年6月にマドゥロが米国から制裁を受けた中国のZTEとファーウェイを支援すると表明した際も資金捻出の具体的な方法は示されなかった。
一方でグアイドは債権国の中露にとって「投資を守る政権に交代するのは好ましい」と主張しており、中国と対話する準備をしていると述べ、中国の報道官は否定したもののワシントンDCで中国とグアイドの代理人は協議を行ったとも報じられ、アメリカのベネズエラ担当特使エリオット・エイブラムスもマドゥロ政権を交代させることで中国は資金回収できるとして中国に協力を働きかけている。マドゥロ政権に敵対的な米州諸国の集まるリマ・グループは2019年4月にマドゥロ政権を支援しているとして中国とロシアなどを名指しで批判していたが、同年5月には共同声明から中国のみ名前が外されたことが注目された。
しかし、中国はグアイドの代理人の出席を拒否して成都で開催されるはずだった米州開発銀行の年次総会も中止になるなど表向きはマドゥロ政権の正統性をあくまで支持している。カラカスには中国とイランとロシアの航空機が留まっており、ロシアとともにベネズエラに120人規模の軍事顧問団を派遣したと報じられた際は中国の報道官はあくまで人道物資の支援であると否定している。これは中国にとってベネズエラは南米への影響力を保つうえで重要な拠点となっており、長年の強固な信頼関係を保っているだけに、混乱した状態であってもマドゥロ体制を維持したい意向が働いていると見られる。

## キューバとの関係
ベネズエラは協定に基づいて何年にもわたってキューバに補助金付きで原油を送っている。2018年7月の第一週にはベネズエラは50万バレルの原油をキューバに送っており、1日あたりの計算だと55000バレルに及ぶ。この量は年間12億ドルに相当する。キューバ政府はこの一部を国際市場で転売し利益を上げている。ベネズエラの経済崩壊と原油生産の大幅な落ち込みによって送る量こそ減っているものの、マドゥロはどれほど国民が窮乏しようと、この社会主義連帯だけはやめようとしない。
その理由はマドゥロが諜報をキューバに依存しているためだという。アメリカ・ワシントンのInter American Trendsのアントニオ・デ・ラ・クルス(Antonio De La Cruz)によれば、マドゥロ政権が存続可能なのはキューバがベネズエラ国内で諜報活動をして野党や軍部の動きをマドゥロに伝えているためだとし、「キューバからの諜報活動の支援がなければ、マドゥロ政権はもっと前に崩壊していた」と述べている。
ベネズエラがキューバに諜報を依存するようになったのはチャベス時代からだった。チャベスは諜報だけでなく、キューバとの間にキューバ人医療従事者による医療サービスの提供を受けるBarrio Adentroという協定を結んで医療もキューバに依存した。この医療と諜報の報酬として原油をキューバへ送るようになった。医療依存については経済崩壊するベネズエラを嫌ってコロンビアへ逃れるキューバ人医療従事者たちが急増していることで減少しているが、諜報分野はいまだに大きくキューバに依存している。
米国政府もキューバがマドゥロを支えてきたと考えている。トランプ米国大統領は第一期政権時、マドゥロを「キューバの操り人形」と断じている。その国家安全保障問題担当大統領補佐官であったジョン・ボルトンも「キューバがベネズエラで市民の弾圧を支援していることは明白だ」と語っている。米政府はベネズエラと連携するキューバへの圧力を強める目的で2019年3月5日にキューバに対してキューバ革命で接収した財産の損害賠償請求を起こせるようにすることを発表している。
アメリカ合衆国国務長官だったマイク・ポンペオによれば2019年4月30日に首都カラカスで軍人の蜂起があった際、マドゥロはキューバへの脱出を検討したが、ロシアに止められたという

## 発言

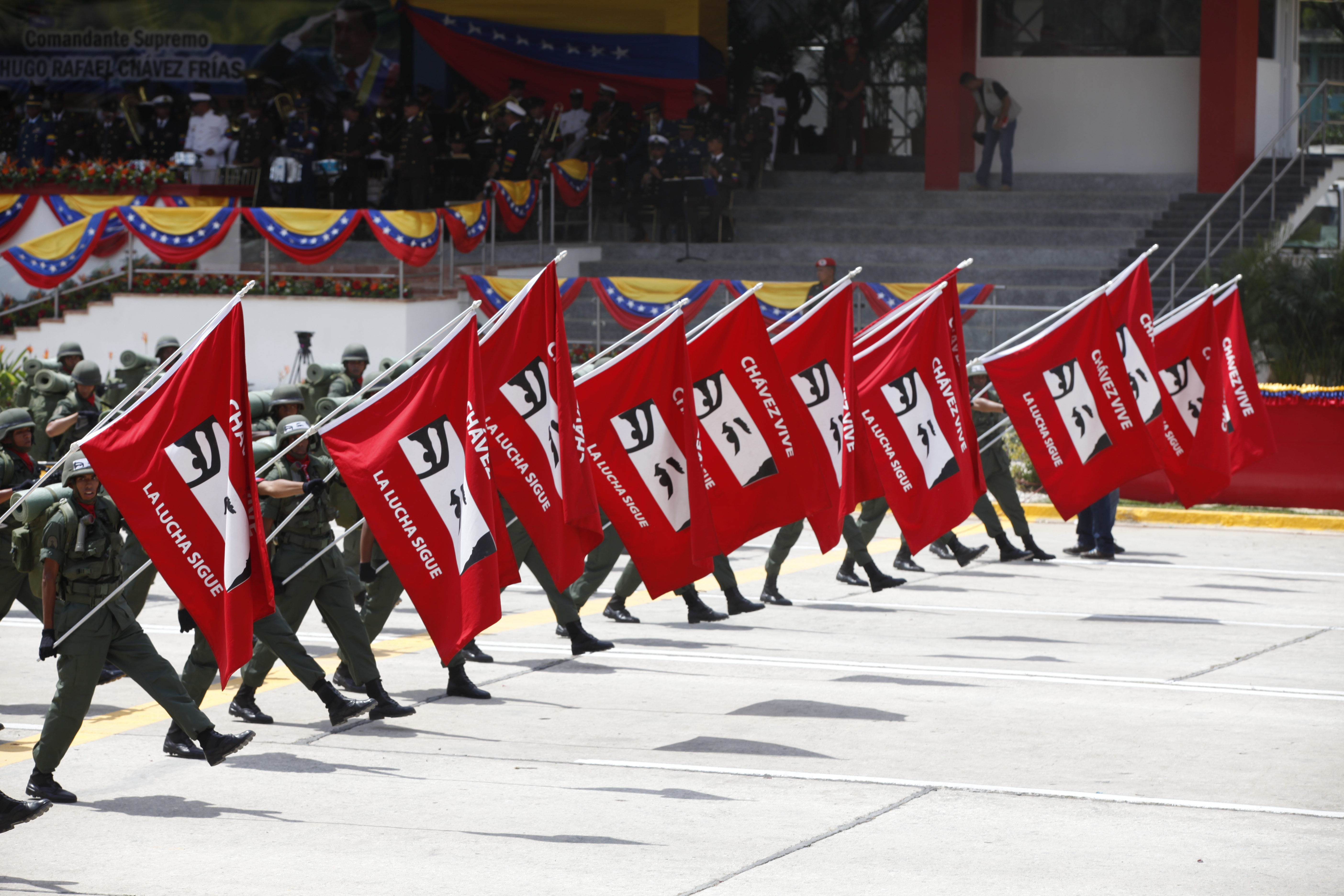
チャベスの目を掲げるベネズエラの軍事パレード（2014年）

- チャベスの顕彰を進める中で市街地に多数の肖像画を描かせ、「チャベスの目（英語版）」と呼ばれるチャベスの両目を象ったロゴを旗やポスターに使用している。
  - こうした個人崇拝的な政策の一環として中国の毛沢東やソ連のレーニンの如く遺体のエンバーミングを検討する発言を行ったこともあった[117][118][119][120]。しかし生前のチャベスがエンバーミングに否定的であり[121]、技術的にも困難である事から中止された[122]。
- チャベスが「毒殺されたと直感している」と述べ、チャベスは自然死したのではなく、アメリカの陰謀によって暗殺されたとの見方を示している。
  - アメリカ国務省報道官は「チャベス大統領の発病に米国がかかわったとの主張はばかげている」とこれを退けている[123][124][125][126]。
- 演説においてしばしば敵対する政治家を「同性愛者」と罵倒する事があり、大統領選挙でも未婚であったラドンスキーを「ホモかもしれない」とジョークを飛ばして問題になった。
  - 後年にセクシュアル・マイノリティズやストレート・アライに差別発言を謝罪している[127]。
- イラクのサッダーム・フセインやソ連のヨシフ・スターリンをしばしば自分に類似した人物として比較している[128]。

## 私生活
私生活では青年時代に結婚した最初の妻アンジェロとニコラス・マドゥーロ・ゲーラを儲けており、陸軍付属の高等技術学校を経て大統領補佐官を務めている。
2013年、大統領選後に弁護士シリア・フロレスと再婚した。フロレスはベネズエラ初の女性国会議長を務めるベテラン政治家でもあり、軍事クーデター失敗後のチャベスを裁判で弁護するなど古くから活躍してきた「同志」でもある。一説にマドゥロが後継者争いを制したのもフロレスの推薦が一因であったとする説もあり、大統領夫人としても強い権力を握っているとされる。フロレスとの間に子供はいないが彼女も結婚歴があり、前夫との間に3人の子を儲けている事からお互いの連れ子を合わせて4人の子を育てている。